# سروج (حماة)
سروج قرية وبلدية في منطقة سلمية في محافظة حماة في سورية.
تقع قرية سروج على بعد 18 كم إلى الشمال الشرقي من مدينة السلمية.